# (73065) 2002 FR15
2002 أف أر 15 (ويعرف أيضًا باسم (73065) 2002 أف أر 15 وفق تسمية الكوكب الصغير) (بالإنجليزية: 2002 FR15)‏ هو كويكب ضمن حزام الكويكبات؛ وترتيبه 73065 من حيث الاكتشاف.
اكتُشف هذا الجُرم الفلكي بواسطة تعقب الأجرام القريبة من الأرض في 16 مارس 2002.

## وصلات خارجية
- (73065) 2002 FR15 في قاعدة بيانات مختبر الدفع النفاث لأجرام النظام الشمسي الصغيرة

- الاكتشاف · مخطط المدار ·  العناصر المدارية · المعلمات المادية

- (73065) 2002 FR15 على موقع ويكي سكاي: DSS2, SDSS, GALEX, IRAS, Hydrogen α, X-Ray, Astrophoto, Sky Map, Articles and images